# Port morski Kamień Pomorski
Port morski Kamień Pomorski – port morski nad Zalewem Kamieńskim, będącego częścią cieśniny Dziwny, położony w Kamieniu Pomorskim, w woj. zachodniopomorskim. Port znajduje się w wewnętrznych wodach morskich.

## Położenie
W granicach administracyjnych portu znajduje się akwatorium o powierzchni 0,0325 km², które stanowi obszar morskich wód wewnętrznych Zalewu Kamieńskiego o średniej szerokości 50 m, licząc od linii brzegu, położonym naprzeciw części lądowej portu wraz z Basenem Rybacko-Żeglarskim.
Port morski został formalnie ustanowiony w 1963 r. Ostatnio granice portu zostały ustalone w 2023 r.

## Warunki nawigacyjne
W porcie Kamień Pomorski obowiązują następujące zasady ruchu statków: 
1. maksymalna długość statków mogących zawijać do portu wynosi 50 m, a maksymalna szerokość – 7 m,
2. aktualne dopuszczalne zanurzenie statków określa Kapitan Portu Dziwnów,
3. wejście i wyjście do/z portu dozwolone jest przy widzialności powyżej 0,5 NM oraz dla siły wiatru do 5°B.

Do portu prowadzą dwa podejścia:

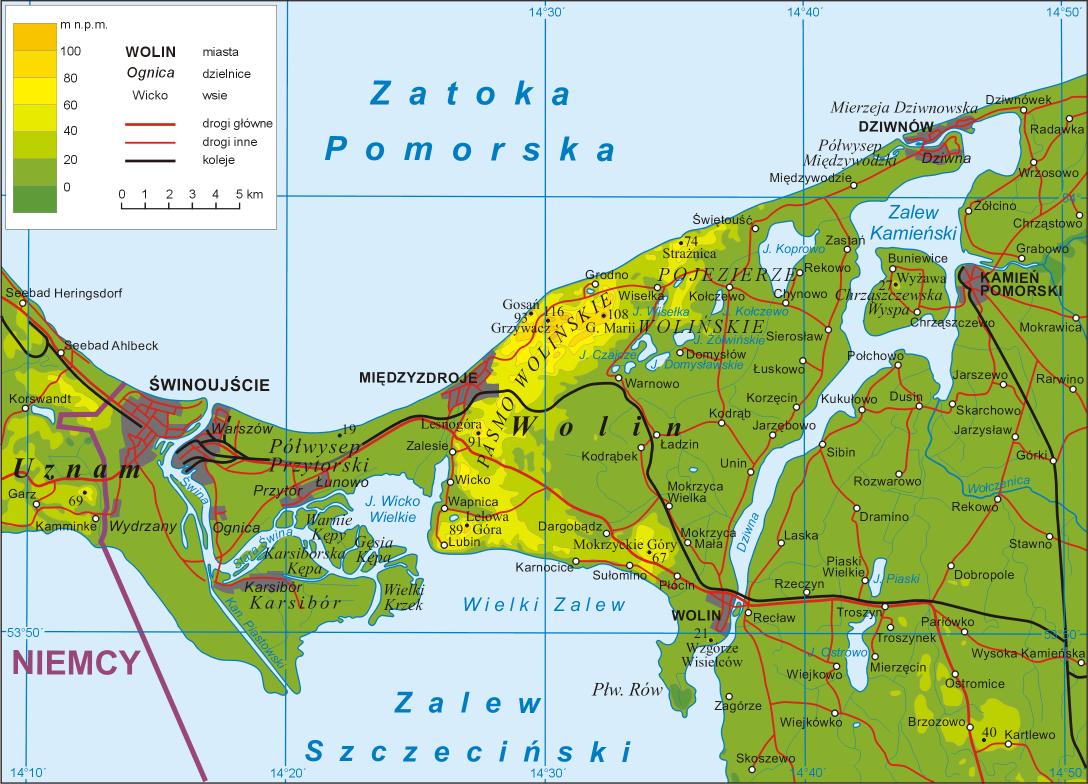
Mapa ziem pomiędzy Zatoką Pomorską a Zalewem Szczecińskim

- Podejście północne – prowadzi z portu Dziwnów do wyjścia na Zatokę Wrzosowską, następnie wzdłuż wschodniego brzegu Półwyspu Międzywódzkiego i dalej na południe, bliżej wschodniego brzegu Zalewu Kamieńskiego. Bardzo wąski tor wodny jest oznakowany pławami nieświecącymi, zdejmowanymi na zimę bez zastępstwa. Najbezpieczniej trzymać się środka toru. Głębokości między pławą „K-2” a portem wynoszą 2,1–3,0 m. Podejście od strony północnej uznawane jest za trudne z powodu mielizny i kamieni przy odcinku toru przebiegającym przez Zatokę Wrzosowską.
- Podejście południowe – prowadzi z portu Wolin, początkowo rowem Dziwny i między wyspami Wolin a Chrząszczewską. Po minięciu stromego cypla na zachodnim skraju północnego brzegu Wyspy Chrząszczewskiej odgałęzia się na wschód od głównego nurtu Dziwny i kieruje się do pławy „K-2”. Kamień „Królewski Głaz” leżący przed północnym brzegiem Wyspy Chrząszczewskiej, który wystaje około 3 m z wody, należy zostawić na południe od kursu. Podejście od strony południowej uznawane jest za trudne ze względu na istnienie mostu kolejowego i drogowego w Wolinie.

## Infrastruktura
| Nazwa nabrzeża              | Długość  | Głębokość                |
| --------------------------- | -------- | ------------------------ |
| Nabrzeże Barkowe            | 258,20 m | 2,2 m                    |
| Nabrzeże Postojowo-Sportowe | 234,00 m | 1,2 m                    |
| Pomost spacerowy            | 60,25 m  | 3,00 m                   |
| Pirs pasażerski             | 60,75 m  | 3,00 m                   |
| Nabrzeże Zbożowe            | 100,50 m | wyłączone z eksploatacji |
| Umocnienie brzegowe         | 72,00 m  | 0,8 m                    |
| Basen Rybacko-Żeglarski     | 366,1 m  | 0,8-1,7 m                |

Postój w porcie odbywa się przy nabrzeżach:
- statków pasażerskich przy pirsie pasażerskim i nabrzeżu Barkowym;
- pchaczy z zestawem barek i barek motorowych przy nabrzeżu Barkowym;
- jachtów i motorówek przy nabrzeżu barkowym i w części żeglarskiej Basenu Rybacko-Żeglarskiego
- łodzi rybackich w części rybackiej Basenu Rybacko-Żeglarskiego oraz czasowo przy nabrzeżu Barkowym.

| Nazwa nabrzeża w basenie       | Długość  | Głębokość   |
| ------------------------------ | -------- | ----------- |
| Nabrzeże Remontowe             | 108,55 m | 1,7 m       |
| Nabrzeże Postojowe             | 25,65 m  | 1,7 m       |
| Pomost Żeglarski (pirs)        | 87,50 m  | 1,7 m       |
| Pomost Rybacki (pirs)          | 48,00 m  | brak danych |
| Nabrzeże z wyciągiem łodziowym | 39,20 m  | 0,8 m       |
| Umocnienie brzegowe            | 57,20 m  | 0,8 m       |